# Wilanowska (stacja metra)
Wilanowska – stacja linii M1 metra w Warszawie zlokalizowana przy ul. Puławskiej w pobliżu al. Wilanowskiej.

## Opis
Nazwa stacji została nadana uchwałą Rady Narodowej m.st. Warszawy 16 grudnia 1983.
Stacja jest dwukondygnacyjna – galerie boczne znajdują się nad torami metra. Peron–wyspa ma szerokość 11 m i długość 142,5 m (jest najdłuższym peronem w warszawskim metrze). Na stacji znajdują się schody stacjonarne, ruchome oraz windy dla osób niepełnosprawnych. Na galerii umiejscowione są punkty handlowo-usługowe, toalety oraz bankomat. Na antresolach są wystawiane prace fotografów lub inne prace artystów w ramach galerii "Pociąg do sztuki". Stacja jest położona w ważnym miejscu komunikacyjnym, dlatego też wyjścia znajdują się nie tylko na północnej i południowej części stacji, ale również pośrodku. Stacja jest utrzymana w odcieniach fioletu i brązu. Na tej stacji znajduje się defibrylator.
7 kwietnia 1995 roku na stacji odbyło się uroczyste uruchomienie pierwszego odcinka metra. Pierwszą polską linię metra otwierali: premier RP Józef Oleksy, prezydent Warszawy Marcin Święcicki i Jan Józef Podoski.
Stacja przystosowana jest do pełnienia w razie konieczności funkcji schronu dla ludności cywilnej. Służą temu między innymi grube stalowe drzwi znajdujące się przy każdym wejściu na teren stacji.

## Dane techniczne
- Powierzchnia 15 500 m².
- Kubatura 80 200 m³.
- Za stacją Wilanowska od południowej strony, znajduje się komora torów odstawczych. Tory odstawcze, mogą być wykorzystane w sytuacji, gdy na trasie zepsuje się jakiś skład. Można go wtedy odholować, na najbliższe tory odstawcze, na przykład za stacją Wilanowska. W nocy w komorze torów odstawczych nocuje jeden z 4 składów, jakie "zostają na trasie" na noc.

## W kulturze masowej
- Stacji poświęcona jest jedna z piosenek zespołu Elektryczne Gitary z płyty Na krzywy ryj - "Stacja Wilanowska". Utwór jest coverem piosenki "Waterloo Sunset" w wykonaniu The Kinks, w oryginale chwalącej londyńską Waterloo Station.